# Amariedo
L'Amariedo és el cim més alt de la serra de Sis dels Prepirineus aragonesos, de 1.791 metres d'altitud, que es troba a Areny de Noguera de la Baixa Ribagorça. Aquesta serra separa la conca de la Noguera Ribagorçana i del riu Isàvena.

## Accés
Des del poble de Bonansa, de la Franja de Ponent, pel camí de terra que va en direcció sud cap a la serra de Sis, només apte per a vehicle TT. Després del barranc de Montot, continuant el camí que va per tota la divisòria de la serra, s'arriba, a la font de Rubaya, al peu del pic.